# Ilham Alijev
Ilham Hejdar oglu Alijev (azerbajdžansko İlham Heydər oğlu Əliyev), azerbajdžanski politik, * 24. december 1961, Baku
Alijev je aktualni predsednik Republike Azerbajdžan. Pred tem je bil nekaj mesecev predsednik vlade. 
Na položaju predsednika je nasledil svojega očeta Hejdarja A. Alijeva (1923-2003), ki je bil voditelj Azerbajdžana že v sovjetskih časih (prvi sekretar CK KP te sovjetske republike v letih 1969-82, potem pa je leta 1982 celo napredoval za podpredsednika sovjetske vlade in polnopravnega člana politbiroja CK KPSZ (Gorbačov ga je "upokojil" leta 1987).